# Civljane
Civljane su općina u Šibensko-kninskoj županiji.

## Zemljopis
Civljane se nalaze jugoistočno od Knina, između Kijeva i Vrlike, podno planine Dinare.

## Povijest
Civljane su se od 1991. do 1995. godine nalazile pod srpskom okupacijom.

## Stanovništvo
Po popisu stanovništva iz 2011. godine, općina Civljane imala je 239 stanovnika, raspoređenih u 2 naselja:
- Cetina – 195
- Civljane – 44

| broj stanovnika | 1333  | 1325  | 1242  | 1677  | 1903  | 2049  | 2324  | 2473  | 2484  | 2617  | 2797  | 2365  | 1958  | 1672  | 137   | 239   | 171   |
|                 | 1857. | 1869. | 1880. | 1890. | 1900. | 1910. | 1921. | 1931. | 1948. | 1953. | 1961. | 1971. | 1981. | 1991. | 2001. | 2011. | 2021. |

| broj stanovnika | 727   | 726   | 694   | 922   | 1060  | 1183  | 1343  | 1437  | 1483  | 1580  | 1651  | 1265  | 1007  | 819   | 14    | 44    | 47    |
|                 | 1857. | 1869. | 1880. | 1890. | 1900. | 1910. | 1921. | 1931. | 1948. | 1953. | 1961. | 1971. | 1981. | 1991. | 2001. | 2011. | 2021. |

### Nacionalni sastav, 2001.
- Srbi – 94 (68,61 %)
- Hrvati – 40 (29,20 %)
- neopredijeljeni – 3

## Uprava
Načelnik: Petar Preočanin (Nez.) 
Zamjenik načelnika: Natali Gutić (Nez.) 

## Spomenici i znamenitosti
- Crkva sv. Spasa – ruševine starohrvatske crkve građene u 9. stoljeću. Nalazi se u selu Cetina, na izvoru istoimene rijeke. Selo je dobilo ime po rijeci Cetini i starohrvatskoj župi Cetina koju u 10. stoljeću prvi put spominje bizantski car Konstantin VII. Porfirogenet u svom djelu De administrando imperio. To je jedan od najbolje očuvanih spomenika ranosrednjovjekovnog sakralnog graditeljstva u Hrvatskoj.
- Pločasti most

## Vanjske poveznice
- Službena stranica Općine Civljane

|  | Portal Hrvatske – Pristup člancima s tematikom o Hrvatskoj. |